# Plavci
 Plavci  falu Horvátországban Zágráb megyében. Közigazgatásilag Zsumberk községhez tartozik.

## Fekvése
Zágrábtól 46 km-re nyugatra, községközpontjától Kostanjevactól 6 km-re északnyugatra a Zsumberki-hegység déli lejtőin fekszik.	

## Története
A falu nevét egykori birtokosáról a Plavec családról kapta. 1830-ban 2 házában 32 görögkatolikus lakos élt. 1857-ben 48-an lakták. 1910-ben 76 lakosa volt. Trianon előtt Zágráb vármegye Jaskai járásához tartozott. A falunak 2011-ben már csak 5 lakosa volt. Lakói mezőgazdasággal, állattenyésztéssel, szőlőtermesztéssel foglalkoznak. A sošicei Szent Péter és Pál plébániához tartozik.

## Lakosság
| Lakosság változása | Lakosság változása | Lakosság változása | Lakosság változása | Lakosság változása | Lakosság változása | Lakosság változása | Lakosság változása | Lakosság változása | Lakosság változása | Lakosság változása | Lakosság változása | Lakosság változása | Lakosság változása | Lakosság változása | Lakosság változása |
| ------------------ | ------------------ | ------------------ | ------------------ | ------------------ | ------------------ | ------------------ | ------------------ | ------------------ | ------------------ | ------------------ | ------------------ | ------------------ | ------------------ | ------------------ | ------------------ |
| 1857               | 1869               | 1880               | 1890               | 1900               | 1910               | 1921               | 1931               | 1948               | 1953               | 1961               | 1971               | 1981               | 1991               | 2001               | 2011               |
| 48                 | 58                 | 64                 | 65                 | 68                 | 76                 | 68                 | 85                 | 67                 | 64                 | 56                 | 45                 | 25                 | 10                 | 16                 | 5                  |

## Külső hivatkozások
- Žumberak község hivatalos oldala
- A Zsumberki közösség honlapja